# NGC 4095
NGC 4095是一个位于后发座的椭圆星系，距离地球3.3亿光年，1785年4月26日由威廉·赫歇爾发现，属于NGC 4065星系群，也是LINER星系。